# Вендина, Татьяна Ивановна
Татья́на Ива́новна Ве́ндина (род. 29 апреля 1946, Межиречка, Одесская область) — советский и российский лингвист-славист. Доктор филологических наук, профессор.

## Биография
Родилась 29 апреля 1946 года в селе Межиречка (Голованевский район, входивший тогда в Одесскую область, УССР).
В 1970 году окончила обучение на филологическом факультете Московского государственного университета. Там же на кафедре русского языка в 1973 году завершила аспирантуру. В следующем году прошла защита кандидатской диссертации под названием «Явление конкуренции суффиксов -ik(a), -ic(a) в славянских языках». В 1988 году в Институте языкознания в Минске прошла защита докторской диссертации по теме «Славянское субстантивное словообразование в сопоставительном аспекте: (суффиксы с элементом -k-, -c-, -č-)».
До 1992 года работала на кафедре русского языка филологического факультета Московского государственного университета, а потом в Институте русского языка АН СССР. С 1992 года и до сегодня является ведущим научным сотрудником и заведующим Центром ареальной лингвистики в Институте славяноведения РАН. С 1994 года стала профессором, читает лекции и проводит спецкурсы и спецсеминары на факультете иностранных языков МГУ. В 2003 году назначена в председатели Международной комиссии Общеславянского лингвистического атласа при Международном комитете славистов. Избрана член-корреспондентом Международной академии наук педагогического образования.
Научные интересы связаны с изучением славянских языков, вопросами диалектологии, этнолингвистики, лингвистической географии и общего языкознания. Принимает участие в составлении Общеславянского лингвистического атласа и Лексического атласа русских народных говоров. Входит в редколлегию «Славянского альманаха».

## Научные работы

### Монографии
- Вендина Т. И. Дифференциация славянских языков по данным словообразования. — М.: Наука, 1990. — 168 с.
- Вендина Т. И. Из истории кирилло-мефодиевского наследия в языке русской культуры. — М.: Институт славяноведения РАН, 2007. — 336 с.
- Вендина Т. И. Русская языковая картина мира сквозь призму словообразования (макрокосм). — М.: Индрик, 1998. — 240 с.
- Вендина Т. И. Русские диалекты в общеславянском контексте. — М.: Институт славяноведения РАН, 2009. — 532 с.
- Вендина Т. И. Средневековый человек в зеркале старославянского языка. — М.: Индрик, 2002. — 336 с.
- Вендина Т. И. Типология лексических ареалов Славии. — М.; СПб.: Нестор-История, 2014. — 692 с.

### Учебные пособия
- Вендина Т. И. Введение в языкознание. — М.: Высшая школа, 2001. — 288 с. (второе изд. 2002, третье 2005).
- Вендина Т. И. Введение в языкознание: учебник для академического бакалавриата / 4-е изд., перераб. и доп. — М.: Издательство Юрайт, 2015. — 333 с.

### Статьи в периодических изданиях
- Вендина Т. И. В. И. Даль: взгляд из настоящего // Вопросы языкознания. — 2001. — № 3. — С. 13—21.
- Вендина Т. И. К вопросу о корреляции славянских суффиксов // Советское славяноведение. — 1983. — № 5. — С. 74—85.
- Вендина Т. И. К вопросу о результатах прогрессивной палатализации задненебных (конкуренция суффиксов в южнославянских языках) // Советское славяноведение. — 1973. — № 4. — С. 84—93.
- Вендина Т. И. К проблеме центрального и маргинального ареалов Славии // Вопросы языкознания. — 1997. — № 2. — С. 71—76.
- Вендина Т. И. Лексический атлас русских народных говоров и лингвистическая гносеология // Вопросы языкознания. — 1996. — № 1. — С. 33—41.
- Вендина Т. И. Лексический атлас русских народных говоров: предварительные итоги // Вопросы языкознания. — 2004. — № 2. — С. 3—19.
- Вендина Т. И. Лексический атлас русских народных говоров: проблемы и перспективы // Известия РАН. Серия литературы и языка. — 2000. — Т. 59. № 5. — С. 3—13.
- Вендина Т. И. О некоторых аспектах сопоставительного изучения славянского именного словообразования // Советское славяноведение. — 1986. — № 6. — С. 99—107.
- Вендина Т. И. Проблемы методологии лингвистической географии и Общеславянский лингвистический атлас // Известия РАН. Серия литературы и языка. — 2010. — Т. 69. № 5. — С. 3—14.
- Вендина Т. И. Семантика оценки и её манифестация средствами словообразования. // Славяноведение. — 1997. — № 4. — С. 41—48.
- Вендина Т. И. Словообразование и «сокрытые смыслы» культуры // Вестник Московского университета. Серия 19. Лингвистика и межкультурные коммуникации. — 2001. — № 2. — С. 14—32.
- Вендина Т. И. Словообразование как источник реконструкции языкового сознания // Вопросы языкознания. — 2002. — № 4. — С. 42—72.
- Вендина Т. И. Словообразование как способ дискретизации универсума // Вопросы языкознания. — 1999. — № 2. — С. 27—49.
- Вендина Т. И. Число и счет в старославянском языке // Славяноведение. — 2002. — № 1. — С. 36—41.
- Вендина Т. И. Языковое сознание и методы его исследования // Вестник Московского университета. Серия 19. Лингвистика и межкультурные коммуникации. — 1999. — № 4. — С. 15—32.
- Вендина Т. И. Языковое сознание средневековья и возможности его реконструкции // Славяноведение. — 2000. — № 4. — С. 25—32.

### Доклады на Международных съездах славистов
- Вендина Т. И. Лексика и семантика на картах Общеславянского лингвистического атласа // Славянское языкознание. XIII Международный съезд славистов. Любляна, 2003 г. Доклады российской делегации. — М., 2003. — С. 63—83.
- Вендина Т. И. Общеславянский лингвистический атлас (1958—2008). Итоги и перспективы // Славянское языкознание. XIV Международный съезд славистов. Охрид, 2008 г. Доклады российской делегации. — М., 2008. — С. 96—118.
- Вендина Т. И. Общеславянский лингвистический атлас и лингвистическая география // Славянское языкознание. XII Международный съезд славистов. Краков, 1998 г. Доклады российской делегации. — М., 1998. — С. 130—147.
- Вендина Т. И. Типология архаичных ареалов Славии // Славянское языкознание. XV Международный съезд славистов. Минск, 2013 г. Доклады российской делегации. — М., 2013. — С. 479—500.
- Попов И. А., Вендина Т. И., Герд А. С. и др. Лексический атлас русских народных говоров в кугу славянских атласов // Славянское языкознание. XI международный съезд славистов. Братислава, 1993 г. Доклады российской делегации. — М., 1993. — С. 328—338.